# Esse (Charente)
Esse ist eine französische Gemeinde mit 509 Einwohnern (Stand: 1. Januar 2022) im Norden des Départements Charente in der Region Nouvelle-Aquitaine; sie gehört zum Arrondissement Confolens und zum Kanton Charente-Vienne.

## Geografie
Esse liegt vier Kilometer nordöstlich von Confolens am Fluss Vienne und unweit des Flusses Issoire.

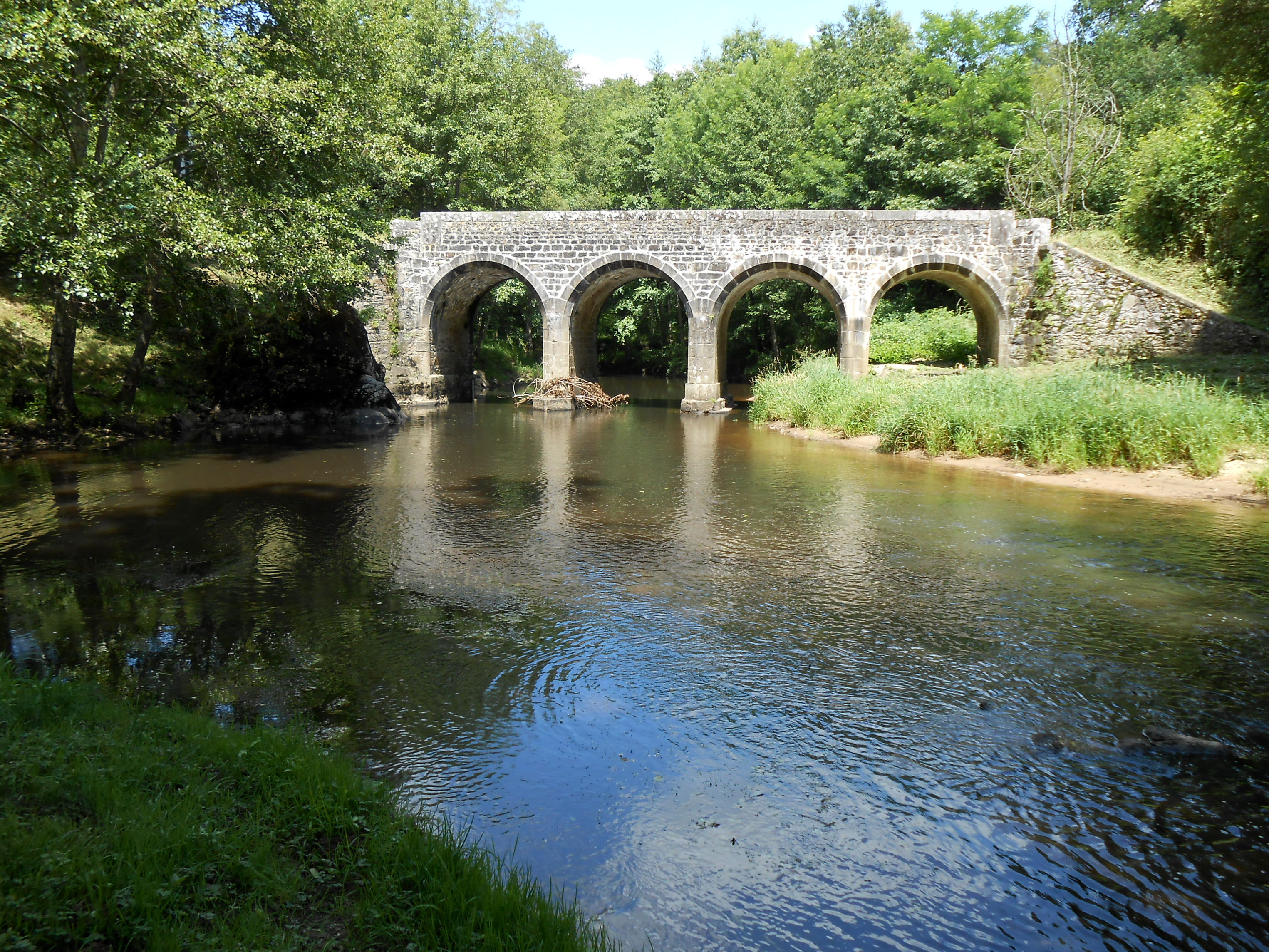
Brücke Binot über die Issoire zwischen Esse und Brillac

Zahlreiche Verkehrswege führen durch die Gemeinde, darunter die D 952 (ehemalige N 151bis), die alte Straße von Angoulême nach Nevers, am rechten Ufer der Vienne. Die Straße D 30, von Confolens nach Lesterps, durchquert den Süden der Gemeinde. Durch den Ort verlaufen mehrere Regionalstraßen, die Verbindungen zu benachbarten Orten wie Saint-Germain-de-Confolens, Brillac, Lesterps und Saint-Maurice-des-Lions ermöglichen. Die D 951 Deviant–Confolens verbindet die mitteleuropäische Atlantikstraße von Angoulême nach Bellac und Guéret, umgeht die Stadt von Westen und Norden und verläuft 4 km von der Stadt entfernt.
Zahlreiche kleine Weiler (Hameaux) umgeben Esse, dazu gehören (Auswahl):
Grand-Neuville, Petit-Neuville, Cour, La Chaise, Périssac, Villemandie, Gorce, Longeville, La Boissonnie, La Pouyade, Château-Guyon, Bostgueffier sowie Saint-Maurice.

## Geschichte
Im Ort fanden Archäologen den steinzeitlichen Dolmen von Périssac, später siedelten hier Gallier und Römer eroberten die Ortschaft.
Zwischen dem 10. und 18. Jahrhundert war Esse der Sitz einer Landvogtei (=Viguerie). Der Ort gehörte zunächst zur Diözese Limoges, später zur Diözese von Poitiers. Im Mittelalter war Esse eine Station auf dem Jakobsweg nach Santiago de Compostela.
Seit 1660 finden in Esse Osterprozessionen statt.

## Sehenswürdigkeiten

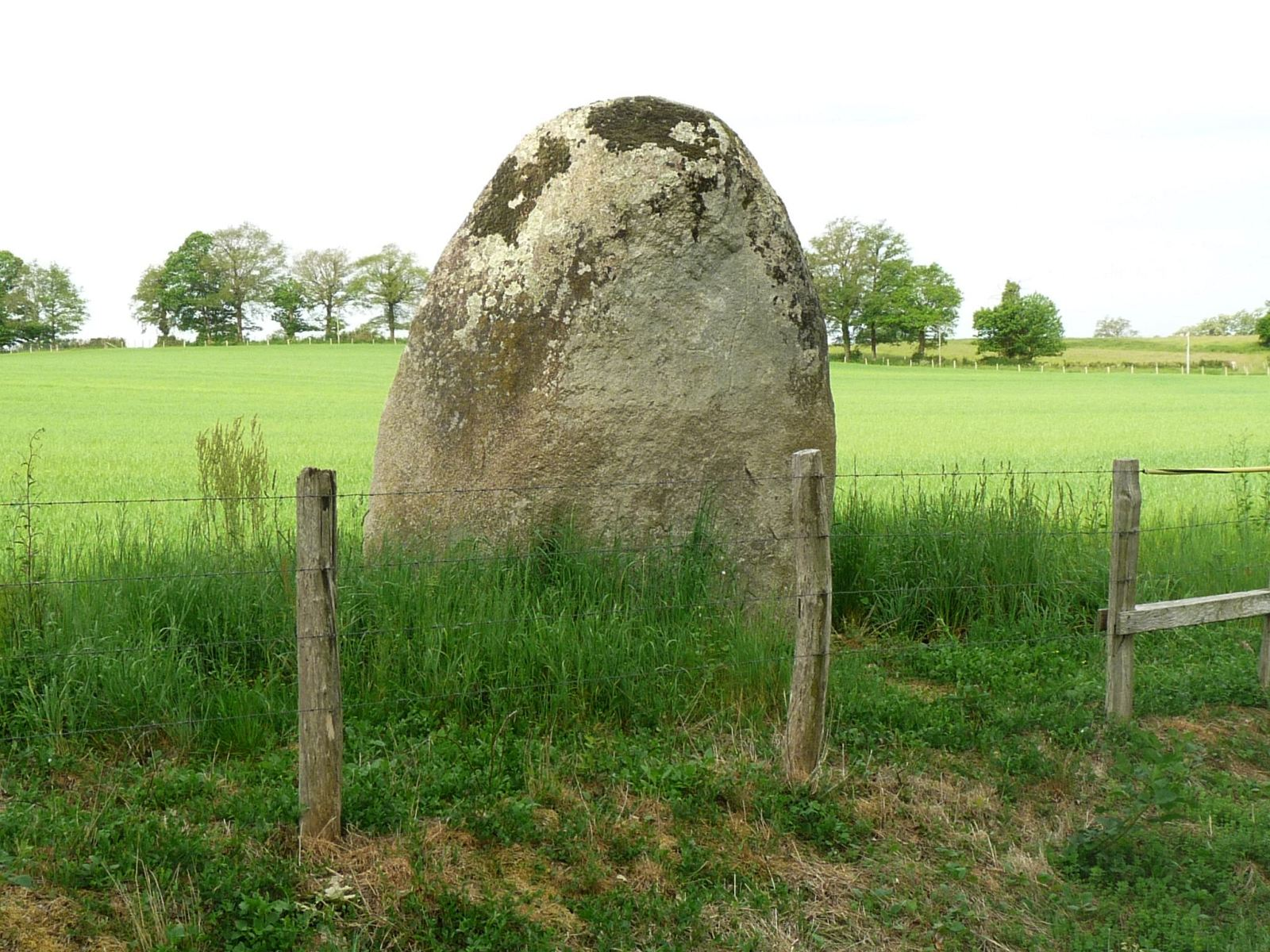
Menhir du Repaire

- Rathaus mit Museum
- Kirche Saint Étienne
- Schloss von Villevert
- Menhir du Repaire

## Einwohnerzahlen
| Jahr      | 1793 | 1800 | 1851 | 1901 | 1911 | 1931 | 1946 | 1975 | 1990 | 2011 | 2016 |
| --------- | ---- | ---- | ---- | ---- | ---- | ---- | ---- | ---- | ---- | ---- | ---- |
| Einwohner | 942  | 978  | 896  | 873  | 860  | 690  | 640  | 427  | 503  | 487  | 505  |